# Everton de Viña del Mar
Everton de Viña del Mar je chilský fotbalový klub z města Viña del Mar. Byl založen v roce 1909 a pojmenován podle anglického klubu Everton FC. Svoje domácí utkání hraje na stadionu Estadio Sausalito s kapacitou 18 000 diváků.
Klubové barvy jsou modrá a žlutá.

## Úspěchy
Domácí
- 4× vítěz Primera División (1950, 1952, 1976, 2008 Apertura)[2]
- 1× vítěz chilského poháru (1984)[3]

## Známí hráči
- Maximiliano Ceratto
- Darío Alberto Gigena
- Guillermo Angel Hoyos
- Ezequiel Miralles
- Patricio Pérez
- José Daniel Ponce
- Matías Urbano
- Ramiro Castillo
- José Milton Melgar
- Nelson Acosta
- Sergio Ahumada
- Mario Barreto
- Ivo Basay
- Mario Cáceres
- Cristián Castañeda
- Roberto Elías Cid
- Marco Cornez
- Juan Covarrubias
- Gustavo Dalsasso
- Mauricio Donoso
- Mario Galindo
- Jhonny Herrera
- Belisario Leiva
- René Meléndez
- Manuel Neira
- Claudio Núñez
- Nicolás Núñez
- Álvaro Ormeño
- René Piérola
- Renato Ramos
- Rodrigo Ríos
- Jaime Riveros
- Eladio Rojas
- César Santis
- Jorge Spedaletti
- Carlos Toro
- Casimiro Torres
- Cristián Uribe
- Oscar Wirth
- Erwin Carrillo
- John Jairo Castillo
- José Gavica
- Pablo Caballero
- Marco Lazaga
- Carlos María Morales
- Héctor Rodríguez Peña

## Pohár bratrství
Pohár bratrství (anglicky Brotherhood Cup, španělsky Copa Hermandad) byl přátelský zápas mezi anglickým Evertonem a Evertonem de Viña del Mar, který se hrál 4. srpna 2010 v Anglii na stadionu Goodison Park. Bylo to poprvé, co se tyto dva týmy spolu střetly. Vyhrál anglický Everton poměrem 2:0.
| 4. 8. 2010 20:00               |        |                         |                                                    |
| Everton FC                     | 2 : 0  | Everton de Viña del Mar | Goodison Park diváci: 25 934 rozhodčí: Mark Halsey |
| Beckford 51' Biljaletdinov 65' | Report |                         | Goodison Park diváci: 25 934 rozhodčí: Mark Halsey |

## Odkazy

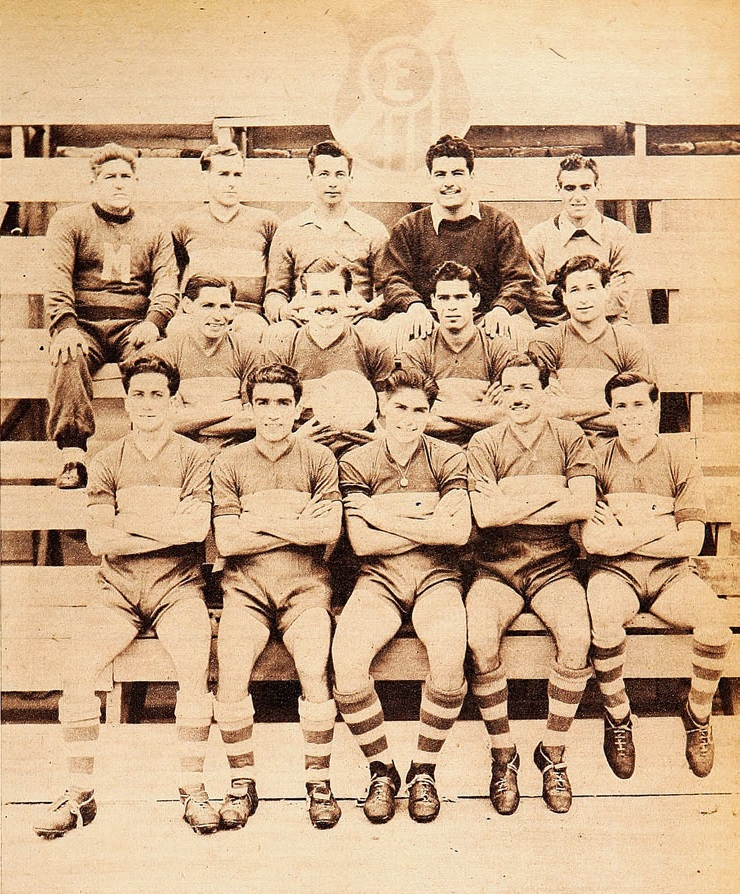
Sestava klubu z roku 1950